# O Homem Proibido
O Homem Proibido é uma telenovela brasileira produzida e exibida pela TV Globo de 1 de março a 21 de agosto de 1982, em 146 capítulos. Substituiu Terras do Sem-Fim e foi substituída por Paraíso, sendo a 24ª "novela das seis" exibida pela emissora.
Escrita por Teixeira Filho, baseada no romance homônimo de Nelson Rodrigues publicado no jornal Última Hora em 1951, teve a direção de Reynaldo Boury e Ary Coslov e direção geral de Gonzaga Blota.
Contou com David Cardoso, Elizabeth Savalla, Lídia Brondi, Edson Celulari, Lílian Lemmertz, Leonardo Villar, Ana Lúcia Torre e Milton Moraes nos papéis principais.

## Sinopse
Ambientada no Rio de Janeiro, a trama principal da novela acompanha as aventuras amorosas de quatro jovens: Sônia (Elizabeth Savalla), Joyce (Lídia Brondi), Paulo (David Cardoso) e Carlos (Edson Celulari). A mais nova das jovens, Joyce, foi criada pelos tios Dario Rodrigues (Leonardo Villar) e Flávia Rodrigues (Lilian Lemmertz), depois da morte da mãe e do desaparecimento do pai.
Dario e Flávia são pais de Sônia e criaram as duas moças como irmãs. Dario tem uma relação de carinho com a sobrinha, Joyce. Íntegro e boa-praça, trabalha como advogado no renomado escritório que pertenceu a seu pai. Não dá muito valor ao dinheiro e defende sempre o lado mais fraco, o que o faz perder clientes. Ao contrário de Dario, Flávia é hostil à sobrinha, filha de sua irmã, Senhorinha (Mira Palheta), pois a moça lhe traz lembranças desagradáveis do passado. Orgulhosa da origem aristocrática, Flávia faz tudo para reconquistar os clientes que o marido perdeu ao longo dos anos e, por isso, frequenta todos os eventos sociais da cidade.
Joyce conta com a amizade e o companheirismo da prima Sônia, que tem um sentimento maternal por Joyce, além de ser alguns anos mais velha que ela. As duas são cúmplices e compartilham todos os momentos. Mas, com a chegada de Paulo, as duas passam a viver num triângulo amoroso cheio de expectativas e frustrações.
Paulo é um jovem simpático e muito gentil. Filho de Antônio (Castro Gonzaga) e Zulema Villani (Cleyde Blota), trabalha com seu tio Valdir (José Augusto Branco) em um hospital da cidade. "Por acaso", ele conhece as primas quando vai atender a uma emergência na casa delas. Fica mexido com as duas e não sabe por qual das primas ele sente um verdadeiro amor.
O outro jovem é Carlos. É um moço íntegro e muito corajoso, que estuda bastante para ingressar numa faculdade. Carlos é filho do motorista Getúlio (Milton Moraes) e da costureira Cláudia (Aracy Cardoso). Ele conhece Joyce e acaba se apaixonando por ela, mas esconde sua condição social da moça, com medo de não ser correspondido. Já Joyce não liga para Carlos, pois está cada vez mais interessada em Paulo e quer conquistá-lo a qualquer custo.
Outro núcleo da história é o do dr. Paschoal (Nelson Dantas). Ele é amigo de Valdir e dono do hospital onde ele trabalha. Paschoal é viúvo e vive cultivando a dor da perda de um filho que ele acredita ter morrido no parto. Apesar disso, ele tem outros dois filhos: Deolindo (Stepan Nercessian), que estuda Medicina, mas que adora a música, e Maria Luíza (Alba Valéria), uma jovem que sonha ser cantora e que compõe músicas com o irmão. Os dois se animam quando conhecem Marina (Suzane Carvalho) e Rogério (Marcelo Picchi), que também sonham em seguir carreira musical.
Outra personagem importante é Olívia (Ana Lúcia Torre), uma dona de casa viúva e mãe da romântica Sílvia (Yaçanã Martins). Ela é irmã de Getúlio e vê sua vida mudar quando seu cunhado, o bicheiro Darcy (Nestor de Montemar), descobre que seu falecido marido lhe deixou uma fortuna. Olívia descobre também que a patroa de seu irmão, a esnobe Clotilde (Monah Delacy), está com essa herança. Clotilde mora em uma linda mansão e sustenta o ex-marido, Alberto Villani (John Herbert), irmão de Antônio. Alberto vive numa má situação financeira e se alia a Olívia para conseguir a herança. Os dois se apaixonam e precisam enfrentar a tirania da milionária, o que rende muito humor à novela.
Ao final da história, Paulo decide ficar com Sônia. Joyce, por sua vez, acaba cedendo às investidas de Carlos. As duas primas fazem as pazes e decidem se casar com seus respectivos noivos, juntas, numa mesma cerimônia, no último capítulo da novela.

## Elenco
| Interprete          | Personagem        |
| ------------------- | ----------------- |
| David Cardoso       | Paulo Villani     |
| Elizabeth Savala    | Sônia Rodrigues   |
| Lídia Brondi        | Joyce Rodrigues   |
| Edson Celulari      | Carlos            |
| Lílian Lemmertz     | Flávia Rodrigues  |
| Leonardo Villar     | Dario Rodrigues   |
| Rômulo Arantes      | José Marcos       |
| Ana Lúcia Torre     | Olívia            |
| Milton Moraes       | Getúlio           |
| Aracy Cardoso       | Cláudia           |
| John Herbert        | Alberto Villani   |
| Monah Delacy        | Clotilde          |
| Nelson Dantas       | Dr. Paschoal      |
| Cleyde Blota        | Zulema Villani    |
| Castro Gonzaga      | Antônio Villani   |
| Gilberto Martinho   | Jocemar           |
| Maria Pompeu        | Amélia            |
| José Augusto Branco | Valdir            |
| Narjara Turetta     | Arminda           |
| Stepan Nercessian   | Deolindo (Déo)    |
| Alba Valéria        | Maria Luíza       |
| Marcelo Picchi      | Rogério           |
| Yaçanã Martins      | Silvia            |
| Suzane Carvalho     | Marina            |
| Fábio Junqueira     | Amadeu            |
| Sônia Regina        | Marília           |
| Vera Manhães        | Marinalva (Nalva) |
| Nestor de Montemar  | Darcy             |
| Roberto Faissal     | Dr. Rocha Brito   |
| Alzira Andrade      | Rachel            |

### Participações especiais
- André Luiz - Reginaldo[2]
- Cleston Teixeira - Sérgio (filho desaparecido de Paschoal)
- Cristiane Lins - Sônia (criança)
- Francinette Dias - Célia Moura
- Eliana Araújo - Suzana
- Gabriela Bicalho - Joyce (criança)
- Mira Palheta - Senhorinha (Mãe de Joyce)
- Orion Ximenes - Mário (pai de Joyce)
- Patrícia Parker - Mariana Moura
- Solange França - Madame Adier
- Valdir Rodrigues - Walter
- Vera Brito - Lídia
- Wagner Vaz - Miguel Moura

## Produção
Novela de Teixeira Filho baseada no romance homônimo de Nelson Rodrigues, escrito originalmente sob a forma de folhetim, publicado no jornal carioca Última Hora, em 1951. O autor criou novos personagens para desenvolver a história por 146 capítulos. Assim, os núcleos familiares dos protagonistas de O Homem Proibido ganharam tramas paralelas.
O Homem Proibido sofreu intervenções da Censura Federal. Considerando Nelson Rodrigues um autor forte para uma novela das 18 h e pouco adequado para os padrões "da moral e dos bons costumes", a censura criou muitas dificuldades. A estreia da novela na data prevista chegou a ser ameaçada. No dia de estreia, numa situação atípica da emissora, foi reprisado o especial de Roberto Carlos do ano anterior, em substituição ao capitulo de abertura. Só no dia seguinte iniciou-se a exibição normal. Para que os primeiros capítulos fossem ao ar, a TV Globo teve que aceitar a imposição de dez cortes. Uma das alegações era a de que os diálogos entre Joyce e Sônia indicavam que as duas jovens eram homossexuais. Além disso, argumentavam que o elenco da novela era composto por atores do "circuito maldito da pornografia", como David Cardoso e Alba Valéria. A repercussão da ação da censura acabou funcionando como publicidade e atraiu os telespectadores que ainda não haviam se interessado pela novela.
O Homem Proibido foi a primeira novela das 18 horas a ter uma trilha sonora internacional. Antes, só restritas as novelas das 19, 20 e 22 horas.
O esperado casamento de Sônia e Joyce com Paulo e Carlos, exibido no último capítulo, foi gravado na Igreja Santa Margarida Maria, na Lagoa, na Zona Sul do Rio de Janeiro. Cerca de 400 figurantes participaram das gravações da cena, que foi feita em dois dias.
Até mesmo o tema de abertura sofreu intervenção da censura: a abertura ao som de "Queixa", de Caetano Veloso, foi substituída por uma canção com a versão instrumental da mesma música. No programa Lady Night, apresentado por Tatá Werneck no canal Multishow no dia 26 de novembro de 2018, Caetano Veloso declarou que ele mesmo pediu que a música fosse retirada da abertura da novela devido às lembranças de uma separação que inspirou a composição.

## Recepção

### Audiência
A média geral da novela foi de 33.2, sendo 11 pontos superior a sua antecessora, Terras do Sem-Fim, que marcou uma média de 22.1 pontos no IBOPE.

### Influência nas sucessoras
Com o relativo sucesso de O Homem Proibido, os folhetins da faixa seguintes iriam se passar em cenários condizentes aos anos 1980, abandonando o tradicional cenário do Século XIX, que ficaria em desuso até Sinhá Moça.

## Trilha sonora

### Nacional
Faixas
1. Ousadia – Cauby Peixoto (tema de Paulo)
2. A Paixão e a Jura – Roberto Ribeiro (tema de Déo e Raquel)
3. Pedras e Vidros – Fábio Jr.[1] (tema de Joice)
4. Pare de Me Arranhar – Márcio Proença (tema de Sônia)
5. Ah, Como Eu Amei! – Benito Di Paula[1]
6. Queixa – Caetano Veloso[1] (tema de abertura)
7. Folhas Secas – Elis Regina[1] (tema do núcleo da mangueira)
8. Era Um Dia – Jessé
9. Noite Sem Luar – Beto Guedes
10. O Amor Nascer – Guilherme Arantes
11. Só Pra Soprar – Gilberto Santamaria
12. Pitanga – Cleston Teixeira (tema de Arminda)

### Internacional
Faixas
1. Waiting For a Girl Like You – Foreigner (tema de Déo e Raquel)
2. Rock Your World – Weeks and Co. (tema de locação: Rio de Janeiro)
3. One To One – Carole King (tema de Joice)
4. Pac-Man Fever – Buckner & Garcia (tema geral)
5. Hit n' Run Lover – Carol Jiani (tema de locação: Rio de Janeiro)
6. Treat Yourself To My Love – Terri Gonzalez (tema geral)
7. J:Sonsh Hundar – Jayson Lindh (tema de Joice)
8. You're The One For Me – D. Train
9. You Ought To Write Yourself a Love Song – Ann Louise Hanson
10. Do It To Me – Vernon Burch
11. Things – Chrystian
12. Hot Blood – Jan and Tina Provenzano
13. She Believes In Me – Robert Winters & Fall (tema de Paulo e Sônia)
14. I Love Rock n'Roll – Joan Jett & The Blackhearts